# 盘长

盘长

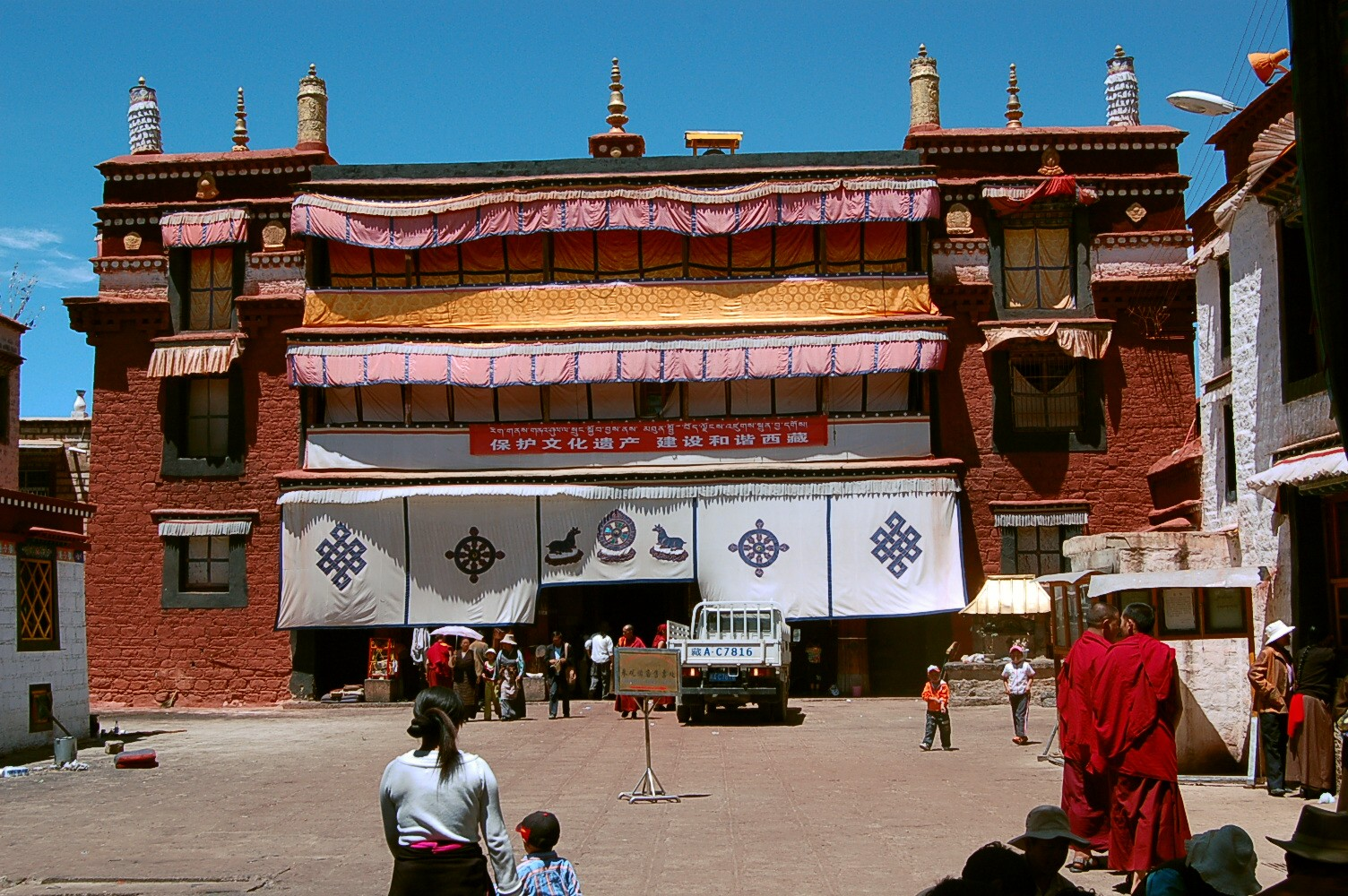
拉萨小昭寺正门两侧棉布门帘上的藏结图案

盘长（威利转写：dpal be'u），也叫吉祥结、藏结、西藏结，俗称长或八吉，是佛门八宝之一。这种图案常见于传统藏式的棉布门帘上，它象征着吉祥或永恒的友谊。它的形状为一根绳自我相结，绵延不断。这种符号的引申意义便是对幸福吉祥让世代相传、绵延不断的诉求。
盘长是印度室利靺蹉（吉祥犢）在藏地的变形。

## 参阅
- 中國結
- 佛门八宝